# Lagardère (holding)
Lagardère SCA – francuski holding, obecny w wielu krajach, na który składają się: koncern mediowy Lagardère Media oraz udziały (15% akcji) w EADS – europejskiej agencji kosmicznej i lotniczej.
Holding założony został w 1980 r. przez Jean Luc Lagardere’a i prowadzi działalność w formie spółki komandytowo-akcyjnej (S.K.A) (francuski skrót SCA). Jej szefem i głównym akcjonariuszem jest Arnaud Lagardère.

## Informacje ogólne
Na obecny kształt holdingu składają się przede wszystkim wcześniejsze zaangażowanie finansowe w spółkach Matra i Hachette.
Matra, francuski producent samolotów i samochodów został sprywatyzowany w 1988 r., a holding Lagardère skupił 25% jej akcji. Ze spółką Matra połączyło się wydawnictwo Hachette, tworząc w 1992 r. firmę Matra Hachette. Dwa lata później w 1994 r. Lagardère nabył pakiet kontrolny Matra Hachette, a w 1996 r. spółka Matra Hachette połączyła się z holdingiem Lagardère.
W 1999 r. nastąpiła fuzja spółki-córki koncernu Matra – Matra Haut Technologies i firmy kosmicznej Aérospatiale w jedno przedsiębiorstwo Aérospatiale-Matra, które następnie w 2000 r. weszło w skład nowo utworzonego europejskiego koncernu EADS. Dzięki tej operacji Lagardère uzyskał znaczną liczbę akcji (14,95% na 10.2006) w europejskim koncernie lotniczym EADS.

## Struktura organizacyjna holdingu
1. Lagardere Media:
- Hachette Livre (książki)

- Hachette Filipacchi Médias (największy na świecie wydawca czasopism z ponad 200 tytułami)

- Hachette Distribution Services (dystrybucja prasy) m.in. kioski Relay

- Lagardère Active (media audiowizualne, nowe media)

2. EADS (15% akcji)

## Grupa Lagardere w Polsce

### Obecnie
- Wydawnictwo Hachette Livre obecne w Polsce poprzez wydawnictwa Wiedza i Życie i Larousse Polska – założone w 2002 r., które wydaje podręczniki i książki dla młodzieży, słowniki obcojęzyczne i pozycje z serii Petit Larousse.
- Hachette Filipacchi Burda Polska – joint venture z niemieckim wydawcą Hubert Burda Media – wydaje czasopisma Elle, Dobre Rady, Samo Zdrowie, Burda, Sól i Pieprz, Chip, Top Gear, InStyle
- Lagardere Travel Retail od 2015 r. (wcześniej HDS Polska), w skład której wchodzą takie marki jak Relay, 1-Minute, Discover, Chief’s, Hubiz, So!Coffee, Furrore!, PAUL i inne
- Lagardere Duty Free od 2015 r. (wcześniej Aelia Duty Free)

### Dawniej
- Eurozet Sp. z o.o. właściciel Radia ZET, ZET Gold, Chillizet, sieci Antyradio (do 2018 roku, sprzedane z dniem 8 marca 2018 roku Czech Media Invest[1], 29 czerwca 2018 roku zgodę na transakcję wydał polski Urząd Ochrony Konkurencji i Konsumenta[2])